# Pont d'Essertines
Le pont d'Essertines est un pont routier et piéton sur le Roulave, situé dans le canton de Genève, sur la commune de Dardagny (Suisse).

## Localisation
Le pont d'Essertines est le seul pont routier à franchir le Roulave. Il est situé au sud-est du village d'Essertines (d'où son nom), quelques dizaines de mètres avant que le ruisseau ne se jette dans l'Allondon. 